# Асвилер
Асвилер (фр. Asswiller) насеље је и општина у источној Француској у региону Алзас, у департману Доња Рајна која припада префектури Саверн.
По подацима из 2011. године у општини је живело 289 становника, а густина насељености је износила 48,01 становника/km². Општина се простире на површини од 6,02 km². Налази се на средњој надморској висини од 300 метара (максималној 337 m, а минималној 256 m).

## Демографија
| 1962. | 1968. | 1975. | 1982. | 1990. | 1999. | 2011. |
| ----- | ----- | ----- | ----- | ----- | ----- | ----- |
| 223   | 238   | 225   | 218   | 215   | 230   | 289   |

График промене броја становника у току последњих година